# Conrad Delius (Landrat)
Conrad [auch: Konrad] Wilhelm Anton Heinrich Delius (* 27. Februar 1881 in Koblenz; † 15. August 1945 in Allenbach (Hilchenbach), Kreis Siegen) war ein deutscher Verwaltungsjurist im Dienst Preußens. Er war während  der Weimarer Republik 14 Jahre Landrat des Kreises Gelnhausen.

## Leben
Delius war Sohn des Oberbaurates Franz Theodor Oscar Delius und der Cäcilie Elsbeth, geb. Dutschke. Er studierte Rechtswissenschaft an der Universität Jena und bestand nach dem juristischen Referendardienst (1903 Gerichtsreferendar, 1906 Regierungsreferendar) 1908 die Große Staatsprüfung, danach war er zunächst Regierungsassessor am Polizeipräsidium Hannover. 1914 wurde er Regierungsrat bei dem Regierungspräsidium in Erfurt, mit Erlass vom 30. April 1919 wurde ihm (vertretungsweise) die Verwaltung des Landratsamtes in Gelnhausen übertragen. Nach dem endgültigen Ausscheiden seines Vorgängers, Graf Wartensleben, wurde er auf Vorschlag des Gelnhäuser Kreistags am 3. November 1919 zum Landrat des Kreises Gelnhausen ernannt. 1920 war er Mitglied im Kommunallandtag Kassel und im Provinziallandtag der Provinz Hessen-Nassau.
In seiner Funktion als Landrat war Delius auch Vorsitzender des Aufsichtsrates und stellvertretender Direktor der Spessartbahn AG. Delius sah sich eher in der Tradition des preußischen Verwaltungsbeamten, der sich im politischen Bereich stets zurückhaltend und tolerant verhielt und parteipolitisch nicht betätigte. Nach der Kommunalwahl am 8. März 1933 wollte der Kreisleiter der NSDAP und spätere Nachfolger im Amt des Landrats, Wilhelm Kausemann den neuen Kurs des Nationalsozialismus möglichst rasch durchzusetzen. Fünf Kreistagsabgeordnete sandten dem Regierungspräsidenten in Kassel und dem preußischen Innenminister Dringlichkeitstelegramme, mit denen sie die Absetzung von Landrat Delius forderten, denn dieser habe nicht mehr das Vertrauen der Bevölkerung. Dem folgte vier Wochen später ein weiteres Telegramm – diesmal von allen Kreisausschussmitgliedern unterzeichnet – mit dem Hinweis, dass Landrat Delius freiwillig zurückgetreten sei. Der Kreisausschuss ersuchte das Ministerium „Pg. Kausemann“ als kommissarischen Landrat „einzusetzen“, weil nur er die Gewähr dafür biete, „dass Ruhe und Ordnung aufrecht erhalten“ bliebe. Darauf ernannten die preußischen Behörden Wilhelm Kausemann zum neuen Landrat. Viele sollen damals kein Hehl daraus gemacht haben, dass sie dieses Vorgehen missbilligten.
Delius wurde nach kurzer Beurlaubung als Oberregierungsrat zum Polizeipräsidium in Köln versetzt. Dort blieb er und wurde im November 1941 Regierungsdirektor und Polizeivizepräsident. Am 30. Oktober 1944 schied er als dienstunfähig aus dem öffentlichen Dienst aus.
Delius war verheiratet mit Frieda, geb. Schweitzer (* 31. Dezember 1879 in Bielefeld, † 31. Mai 1946 in Siegen), die aus erster Ehe drei Kinder hatte. Nach einem schweren Bombenangriff obdachlos, suchte die Familie im Siegerland Zuflucht. Bei der Flucht zog sich Delius eine Lungenentzündung zu, an der er schließlich am 18. August 1945 starb.